# Usellus
Usellus est une commune italienne de la province d'Oristano, dans la région Sardaigne. Elle se trouve dans la sub-région de la Marmilla.  

## Administration
| Période                                  | Période  | Identité | Étiquette    | Qualité |
| ---------------------------------------- | -------- | -------- | ------------ | ------- |
| 2010                                     | En cours |          | Lista Civica |         |
| Les données manquantes sont à compléter. |          |          |              |         |

### Hameaux
Escovedu.

### Communes limitrophes
Albagiara, Ales, Gonnosnò, Mogorella, Villa Verde, Villaurbana.